# 上海第二皮鞋厂
上海第二皮鞋厂是中華人民共和國上海市一家皮鞋廠，始建於1958年。該皮鞋廠生產遠足牌皮鞋和大象牌皮鞋。遠足牌商標註冊於1981年，並被評為上海市著名商標。

## 外部鏈接
- 官方网站